# 新同樂魚翅酒家
新同樂魚翅酒家是香港一家高級中菜食府，以魚翅著名，並於2011年被《米芝蓮指南》評為最高榮譽的「三星」，為香港唯一非酒店食府獲得此評級。
在六七十年代是全港最頂級的超級富豪飯堂，邵逸夫爵士，鄧肇堅爵士，周錫年爵士等都是坐上客，也是船王包玉剛指定位於銅鑼灣邊寧頓道之總店上門到會酒家之一。當時大廚是容坤，象拔蚌也是由新同樂太子爺袁兆英於七十年代中由美國亞拉斯加引進入。
酒家現時設在九龍尖沙咀美麗華商場4樓D號舖，中環分店位於中環士丹利街13號。

## 歷史
新同樂魚翅酒家於1969年由袁氏創辦，當初店舖設於銅鑼灣邊寧頓街，後來曾於其他地方開店。1981年，新同樂於尖沙咀海港城開設旗艦店，於1990年代中期之前為全盛時期。2001年，新同樂不敵亞洲金融風暴而結業。然而，新同樂於2007年於跑馬地獲袁氏後人重新開業，並於2009年遷往尖沙咀美麗華商場。
新同樂於2013年在中環士丹利街13號開設分店。

## 著名菜式
- 紅燒大鮑翅
- 百花脆皮乳豬件